# Leptogenys aspera
Leptogenys aspera is een mierensoort uit de onderfamilie van de Ponerinae. De wetenschappelijke naam van de soort is voor het eerst geldig gepubliceerd in 1889 door André.